# Die letzten Jahre der Dinosaurier
Die letzten Jahre der Dinosaurier (orig. Dinosaur Planet) ist eine Dokumentarfilm des Discovery Channel aus dem Jahr 2003. Regie führte Pierre de Lespinois. In dem Film geht es um die Geschichten von 4 Dinosauriern, von denen jede in jeweils einer Episode dargestellt wird, welche jeweils in Südamerika, Europa, Asien und Nordamerika vor 80 Mio. Jahren in einer gefährlichen Welt mit Naturgewalten oder Raubtieren überleben. Gelegentlich werden die Geschichten unterbrochen, um die wissenschaftlichen Aspekte zu beleuchten, unter deren Berücksichtigung die Geschichten erzählt werden.
Das erste Mal wurde die Dokumentation am 14. Dezember 2003 auf dem Discovery Channel ausgestrahlt. Die deutsche Erstausstrahlung war am 1. Januar 2004 auf dem Discovery Channel. Bei dieser Dokumentation handelt es sich um einen Trickfilm, bei welchem computeranimierte Elemente in reale Landschaftsaufnahmen eingebunden wurden. Die Dokumentation gehörte zu den ersten Filmen, in denen vogelähnliche Raubsaurier wie Velociraptor gefiedert dargestellt wurden. Die Dokumentation ähnelt sehr Discovery Channels älterer Serie Dinosaurier erobern die Welt, doch hat besseres CGI.
Die Serie wurde überwiegend positiv aufgenommen: So wurde sie beispielsweise auf DVD Talk weiterempfohlen. Auf der Internet Movie Database wurde der Film mit 7,7 von 10 Sternen bewertet.

## Handlung
Die Dokumentation besteht aus 2 Folgen, „Flucht vor der Monsterwelle“ und „Der Vulkanausbruch“, welche wiederum in 4 Episoden eingeteilt werden. In jeder dieser Episoden handelt die Geschichte von dem Leben eines individuellen Dinosauriers (Pyroraptor, Saltasaurus, Velociraptor und Daspletosaurus) in der prähistorischen Welt vor 80–75 Millionen Jahren.

### Alphas Kampf ums Überleben
Die erste Episode begleitet einen jungen, weiblichen Saltasaurus namens Alpha auf ihrem Weg durch das Patagonien vor 80 Mio. Jahren. Zunächst wird Alpha in einer Vorblende kurz vor Erreichen des Nistplatzes gezeigt, während Dragonfly und seine Partnerin, zwei Aucasaurier, an einem Kadaver fressen, bis sie von zwei Carcharodontosauriern vertrieben werden. Danach werden die Anfänge von Alphas Leben gezeigt. Schon beim Schlüpfen erwarten Alpha erste Gefahren: So wird ihr Ei beinahe zur Beute eines Notosuchus. Auch, als alle Jungtiere vom Nistplatz aus den Wald auf dem Weg zu den erwachsenen Tieren durchqueren, werden viele Jungtiere Opfer von Raubtieren. Derweil wächst der junge Aucasaurus Dragonfly von seiner Familie gut geschützt auf. Als die Familie gemeinsam Alphas Herde angreift, begegnen sich Alpha und Dragonfly erstmals. Jahre später beschließt Dragonfly, seine Familie zu verlassen, und verfolgt Alpha, welche sich erst kürzlich mit einem männlichen Saltasaurus gepaart hat, wobei Alpha Dragonfly nicht aus den Augen lässt und so aufgrund ihrer Unaufmerksamkeit verunglückt. Dragonfly wird durch den Paarungsruf eines Weibchens abgelenkt. Später überquert Alphas Herde eine Wiese, wo sie von zwei Carcharodontosauriern attackiert wird. Unter Anstrengungen gelingt es der verwundeten Alpha, ein älteres Weibchen zu überholen, welches von den Carcharodontosauriern erbeutet wird. Nachdem Alpha ihre Eier auf dem Nistplatz ablegt, wird dieser bei einem starken Unwetter überflutet, wodurch ihre Jungen vor dem Schlüpfen sterben. Kurz darauf versuchen Dragonfly und seine Partnerin, Alpha zu töten, bei diesem Versuch wird Dragonfly jedoch selbst getötet. Alpha kann sich daraufhin wieder ihrer Herde anschließen.
- Saltasaurus
- Aucasaurus
- Alvarezsaurus
- Notosuchus
- Carcharodontosaurus

### Angriff aus dem Hinterhalt
Im Montana vor 75 Mio. Jahren leben verschiedene Dinosaurier nebeneinander: Am Anfang der Folge wird der Zuschauer Zeuge der Räuber-Beute-Beziehung zwischen Troodon und Orodromeus. Sie brechen die Jagd jedoch ab, als vulkanische Giftgase austreten. Dann wird gezeigt, wie zwei jugendliche Maiasaurier, Buck, ein Männchen, und Blaze, ein Weibchen, sich von ihrer Herde entfernen. Dabei werden sie von einer Familie Daspletosaurier gejagt, der Familie des kleinen Dus, der die beiden Maiasaurier den anderen Familienmitgliedern entgegentreibt. Die Mutter der drei Jäger überrascht Buck und Blaze und beißt Buck in seinen Oberschenkel. Doch aufgrund des übereifrigen kleinen Dus scheitert die Jagd und die beiden Maiasaurier entkommen. Buck wird aufgrund seiner Wunde immer schwächer, bis er sich kaum noch auf den Beinen halten kann. Der kleine Dus wird von seiner Familie allein gelassen und schreckt versehentlich eine Herde Einiosaurier auf, deren Flucht eine Massenpanik auslöst und die Maiasaurier fliehen lässt. Am darauffolgenden Abend lässt sich eine Quetzalcoatlus-Gruppe auf den hohen Felsen nieder, um zu schlafen. Allerdings explodieren diese und setzen Giftgas frei, wobei einige Exemplare getötet werden. Daraufhin verfolgen die Daspletosaurier Buck, welcher trotz seiner Verletzung zu seiner Herde zurückfindet. Die Jäger müssen jedoch fliehen, denn der Vulkan bricht aus und so werden Bucks Herde und die Daspletosaurierfamilie von einem pyroklastischen Strom getötet. Danach wird dieselbe Gegend vor 68 Mio. Jahren gezeigt, wo sich eine Tyrannosaurus-Familie auf die Jagd nach Edmontosauriern begibt.
- Daspletosaurus
- Maiasaura
- Troodon
- Orodromeus
- Quetzalcoatlus
- Einiosaurus

### Ein Pyroraptor schlägt sich durch
Vor 80 Mio. Jahren besteht das heutige Südeuropa aus einer Anzahl großer Inseln im Tethys-Ozean. Hier lebt der Pyroraptor Pod mit seinen beiden Geschwistern. Er nimmt den Geruch eines verwesenden Kadavers auf, an welchem er frisst. Beim Angriff zweier Tarascosaurier ruft er seine Geschwister zur Hilfe. Einer der Tarascosaurier verunglückt. Pod und seine Geschwister können ihn jedoch nicht angreifen, da sie vor einer in Panik geratenen Rhabdodon-Herde flüchten müssen, die durch ein Erdbeben in Panik geraten ist. In der darauffolgenden Nacht überrollt ein Tsunami den Strand und tötet die meisten Tiere, doch Pod und seine Schwester überleben und treiben auf einem Baumstamm über den Ozean, bis ein Plesiosaurier Pods Schwester erbeutet. Erschöpft wird Pod auf einer kleineren Insel angespült, wo er oft ähnliche Kreaturen wie die auf seiner Heimatinsel sieht, hier sind sie jedoch viel kleiner, was Pod verwirrt. Als er kleinen Raptoren ins Innere der Insel folgt, erlebt er viel: Beispielsweise vertreibt er einige Allodaposuchus von einem Rhabdodon-Kadaver oder tötet einen kleinen Tarascosaurus. Dabei wird er von einigen Zwerg-Troodons in ihr Rudel aufgenommen.
- Pyroraptor
- Tarascosaurus
- Rhabdodon (als „Iguanodon“ beschrieben)
- Ampelosaurus (als „Titanosaurier“ beschrieben)
- Allodaposuchus
- Zwerg-Troodons
- Zwerg-Raptoren
- Magyarosaurus
- Plesiosaurier

### Ein Velociraptor mit Problemen
Das Velociraptor-Weibchen White Tip hat ihr Rudel bei einem Angriff eines anderen Rudels verloren und muss sich nun alleine versorgen. Beispielsweise scheitert ein Angriff von ihr auf eine Prenocephale-Gruppe. Nachdem sie von einem Protoceratops-Männchen gejagt wird, bricht dieses bei einem Kampf mit einem weiteren Männchen zusammen und dient White Tip nun als Beute. Kurz darauf nimmt ein anderes Velociraptoren-Rudel den Geruch der Beute wahr und vertreibt White Tip von ihrer Beute. Anschließend versucht White Tip, sich ihnen anzuschließen. Dadurch wird ein Machtkampf zwischen den Männchen Broken Hand und Blue Brow ausgelöst. Blue Brow wird das neue Alpha-Männchen und vertreibt Broken Hand. Bei der Jagd zeigt White Tip ihr Geschick und wird letztlich voll akzeptiert. Später legt sie Eier, welche sie stets bewachen muss. Daher gehen die anderen beiden Weibchen und Blue Brow alleine auf die Jagd. Ihr Beutetier, ein Shuvuuia, wird jedoch von einem Oviraptor getötet, der sie vertreibt. Nachts versucht Broken Hand, White Tips' Eier zu fressen, wird jedoch von ihr vertrieben. Kurz darauf setzen heftige, Wochen andauernde Regenfälle ein, die die Tiere hungern lassen. Nach deren Ende versucht White Tip mit ihrer Gruppe, eine Protoceratops-Herde anzugreifen. Blue Brow verletzt sich beim Kampf mit einem Protoceratops-Männchen. Schließlich werden beide von einer Sanddüne begraben. Es stellt sich heraus, dass beide die berühmten „Fighting Dinosaurs“ aus einem Fossil sind. White Tip macht sich daraufhin mit ihren Jungtieren auf ihren eigenen Weg.
- Velociraptor
- Protoceratops
- Prenocephale
- Oviraptor
- Shuvuuia

## Weiterführende Informationen
Weblinks
- Die letzten Jahre der Dinosaurier bei IMDb

Belege
1. ↑   Freigabebescheinigung für Die letzten Jahre der Dinosaurier. Freiwillige Selbstkontrolle der Filmwirtschaft (PDF).
2. ↑  Dinosaur Planet (TV Mini-Series 2003– ) – IMDb. Abgerufen am 16. Januar 2021.
3. ↑  Dinosaur Planet (TV Mini-Series 2003– ) – IMDb. Abgerufen am 16. Januar 2021.
4. ↑  Pierre de Lespinois: White Tip's Journey. Evergreen Films,  Discovery Channel, 14. Dezember 2003, abgerufen am 16. Januar 2021.
5. ↑  Pierre de Lespinois: Pod's Travels. Evergreen Films,  Discovery Channel, 14. Dezember 2003, abgerufen am 16. Januar 2021.
6. ↑  Pierre de Lespinois: Alpha's Egg. Evergreen Films,  Discovery Channel, 14. Dezember 2003, abgerufen am 16. Januar 2021.
7. ↑  Pierre de Lespinois: Little Das' Hunt. Evergreen Films,  Discovery Channel, 14. Dezember 2003, abgerufen am 16. Januar 2021.
8. ↑  imfernsehen GmbH & Co KG: Planet der Dinosaurier (2003). Abgerufen am 16. Januar 2021.
9. ↑  DVD Talk. Abgerufen am 16. Januar 2021.
10. ↑  Die letzten Jahre der Dinosaurier. Internet Movie Database, abgerufen am 16. Januar 2021.
11. ↑  imfernsehen GmbH & Co KG: Planet der Dinosaurier (2003) Folge 2: Alphas Kampf ums Überleben. Abgerufen am 16. Januar 2021.
12. ↑  Planet der Dinosaurier (2003) Folge 4: Angriff aus dem Hinterhalt. imfernsehen GmbH & Co KG, abgerufen am 16. Januar 2021.
13. ↑  imfernsehen GmbH & Co KG: Planet der Dinosaurier (2003) Folge 3: Ein Pyroraptor schlägt sich durch. Abgerufen am 16. Januar 2021.
14. ↑  imfernsehen GmbH & Co KG: Planet der Dinosaurier (2003) Folge 1: Ein Velociraptor mit Problemen. Abgerufen am 16. Januar 2021.